# Henri Dunant-medaille van het Internationale Rode Kruis
De Henri Dunant-medaille is een onderscheiding van het Internationale Rode Kruis.
Het Internationale Rode Kruis kent twee onderscheidingen en meerdere penningen en Spelden van Verdienste zoals de Medaille voor het eeuwfeest in 1963 en de in 1969 geslagen Medaille ter Ere van het Vijftigjarig Bestaan van de Liga van het Rode Kruis en de Halve Rode Maanverenigingen. Dat zijn legpenningen. Draagbare onderscheidingen zijn:
- De Florence Nightingale-Medaille van het Internationale Rode Kruis
- De Henri Dunant-medaille van het Internationale Rode Kruis

Beide onderscheidingen zijn zeer exclusief. Ze worden zelden toegekend. De Florence Nightingale-Medaille wordt alleen aan verpleegkundigen toegekend.
De medaille is van goud en toont het portret van Henri Dunant. De medaille is op een rood geëmailleerd gouden Kruis van Genève gelegd. De medaille wordt aan een effen groen lint op de linkerborst gedragen.